# Hawf (huyện)
Huyện Hawf là một huyện thuộc tỉnh Al Mahrah, Yemen. Đến thời điểm năm 2003, huyện này có dân số 5143 người